# طويقان أسود الحنجرة
طويقان أسود الحنجرة (الاسم العلمي: Aulacorhynchus atrogularis) (بالإنجليزية: Black-throated Toucanet)‏ هو نوع من الطيور يتبع جنس الطويقان الأخضر من الفصيلة الطوقانية.